# Immeuble de la Société théosophique
L'immeuble de la Société théosophique est un édifice situé à Paris, en France, abritant la branche locale de la Société théosophique.

## Historique
L'immeuble est construit entre 1912 et 1915 par l'architecte Louis Lefranc. Jacques de Marquette (1888-1969) y tient ses séances maçonniques. Lors de l'occupation nazie, les archives de la Société théosophique conservées dans l'immeuble sont pillées par les Allemands, et rendues en partie par la Russie dans les années 2000.
Les façades et toitures, ainsi que la salle de spectacle, le grand hall et sa coupole, l'escalier, la salle de réunion sur cour (rez-de-chaussée) et les salles de bibliothèque et de lecture au premier étage, sont inscrits au titre des monuments historiques par arrêté du 25 avril 1997.

## Description
L'immeuble est situé au no 4 square Rapp dans le 7e arrondissement de Paris, en face de l'immeuble Lavirotte. Le soubassement est en pierre et la partie supérieure en briques. L'amphithéâtre contient 450 places. De mouvance éclectique, l'immeuble emprunte au style troubadour ses arcs en accolade et sa tourelle, à l'Art nouveau ses motifs floraux et ses baies vitrés, à l'Art déco ses formes géométriques.

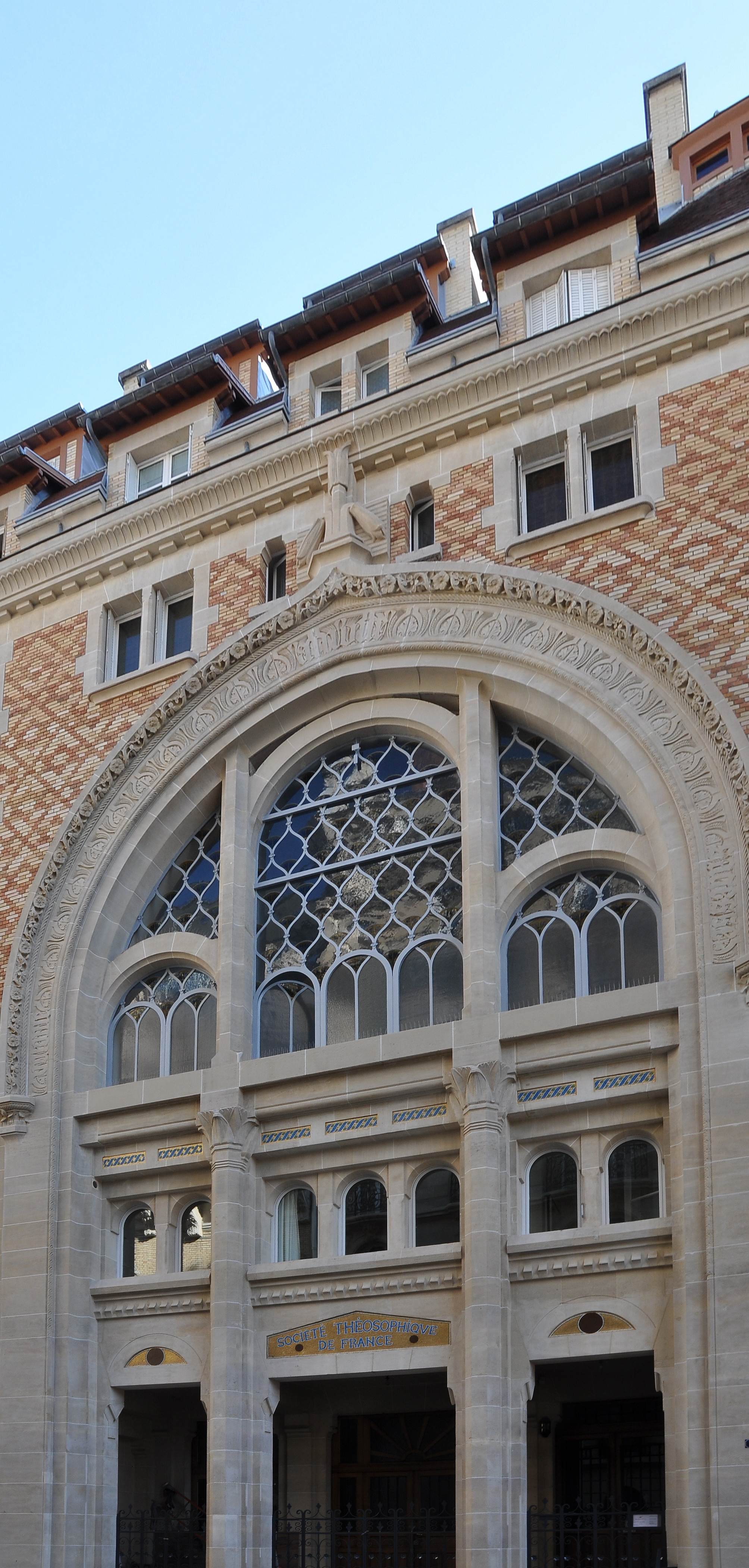
Détail de la façade.
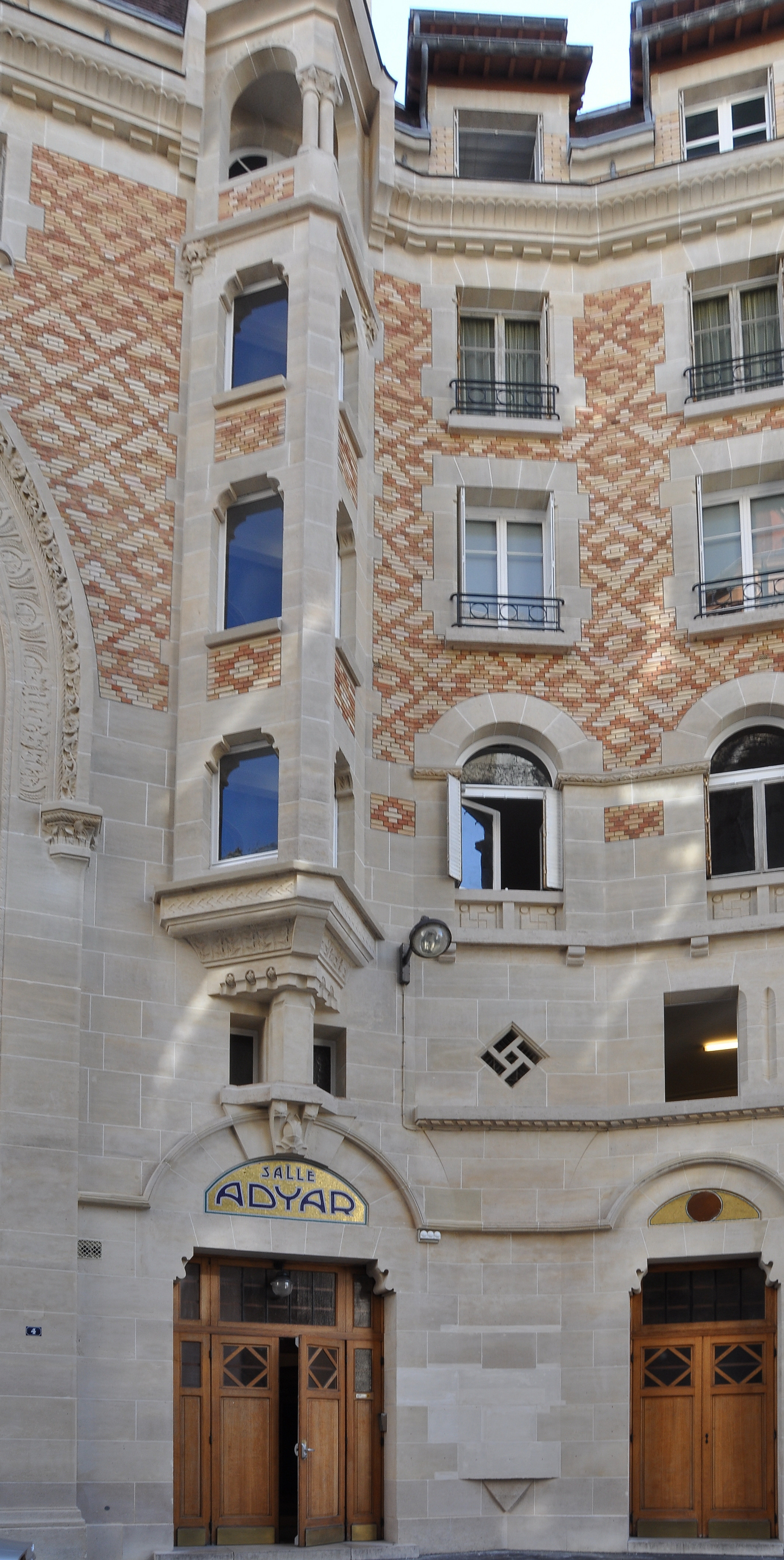
Détail de la façade.
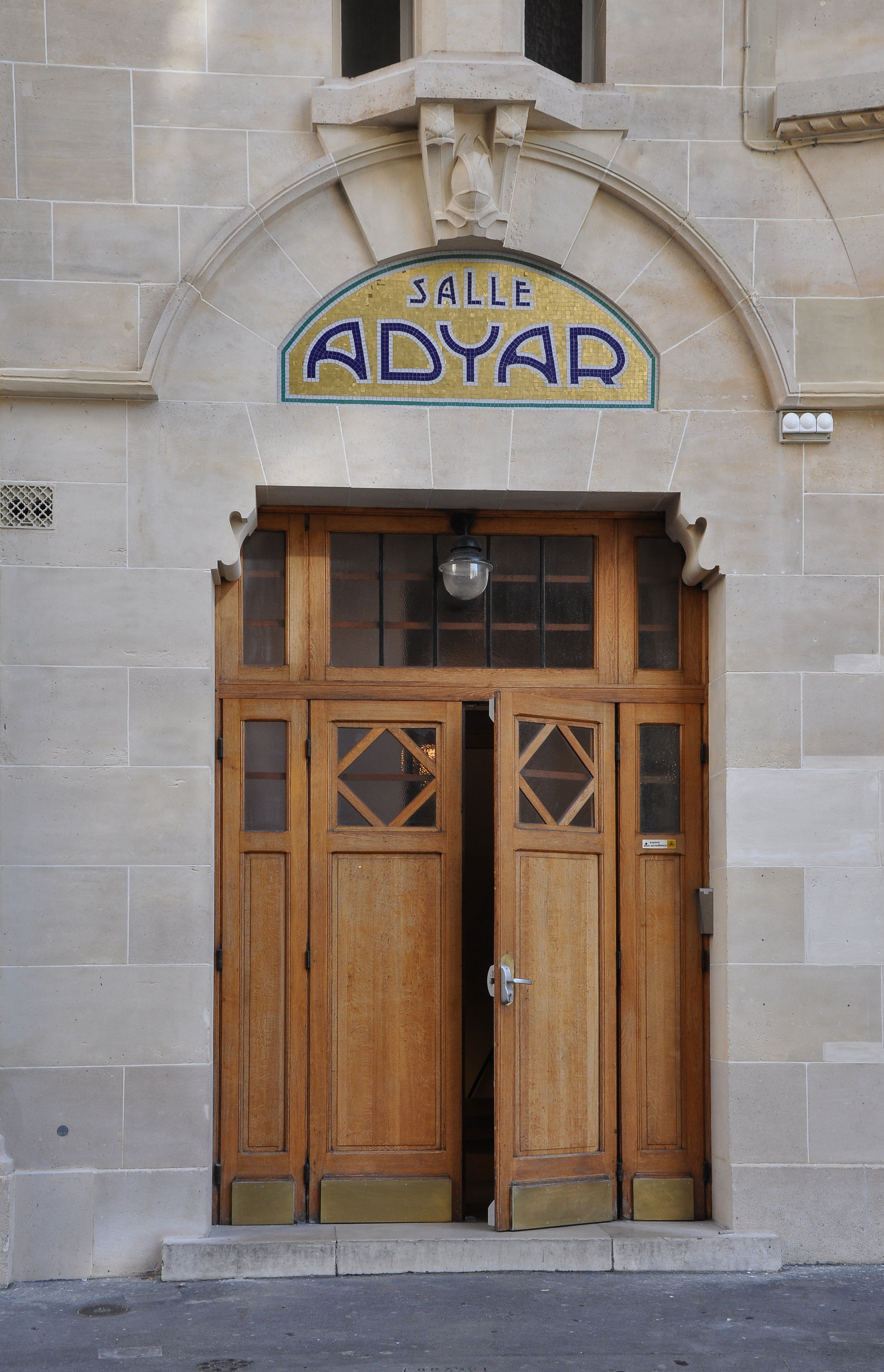
Entrée salle Adyar.

L'immeuble est une loge maçonnique qui abrite les locaux de la Société théosophique, une association d'inspiration spiritualiste fondée aux États-Unis en 1875 et connaissant un essor important en Europe au début du XXe siècle, ainsi que l'ambassade du Costa Rica en France au 4e étage. Les éditions Adyar qui publient la revue mensuelle Le Lotus Bleu ont également leur siège dans l'immeuble.